# جاك مورتون
جاك مورتون (بالإنجليزية: Jack Morton)‏ هو لاعب كرة قدم أمريكية أمريكي، ولد في 22 يوليو 1922 في سانت لويس الشرقية ‏ في الولايات المتحدة، وتوفي في 17 ديسمبر 1983.